# Sismo de Mianmar de abril de 2016
O Sismo de Mianmar de 2016 foi um sismo de magnitude 6,9 que atingiu Mianmar a 135 quilômetros (84 milhas) ao norte-oeste de Mandalay em 13 de abril de 2016 com um máximo de escala de Mercalli de VI (Forte). Ocorreu às 20:25 hora local (13:55 UTC), e foi concentrado em uma área isolada. A profundidade foi estimada em 134 km. Durou cerca de um minuto de acordo com repórteres da Xinhua.
Não houve relatos imediatos de danos graves ou mortes como resultado do tremor em Mianmar.
O tremor também foi sentido em Bangladexe e na Índia. Na Índia, pelo menos duas pessoas morreram e mais de 70 ficaram feridas. 50 pessoas ficaram feridas em Chittagong, Bangladexe, correndo para fora das fábricas da Ready Made Garment. Cerca de 50 pessoas sofreram ferimentos na capital de Bangladexe, Daca, e na cidade nordestina de Sylhet, quando eles fugiram de suas casas e outros edifícios durante o sismo. Os tremores também foram sentidos no centro e leste do Nepal.